# 半导体激光

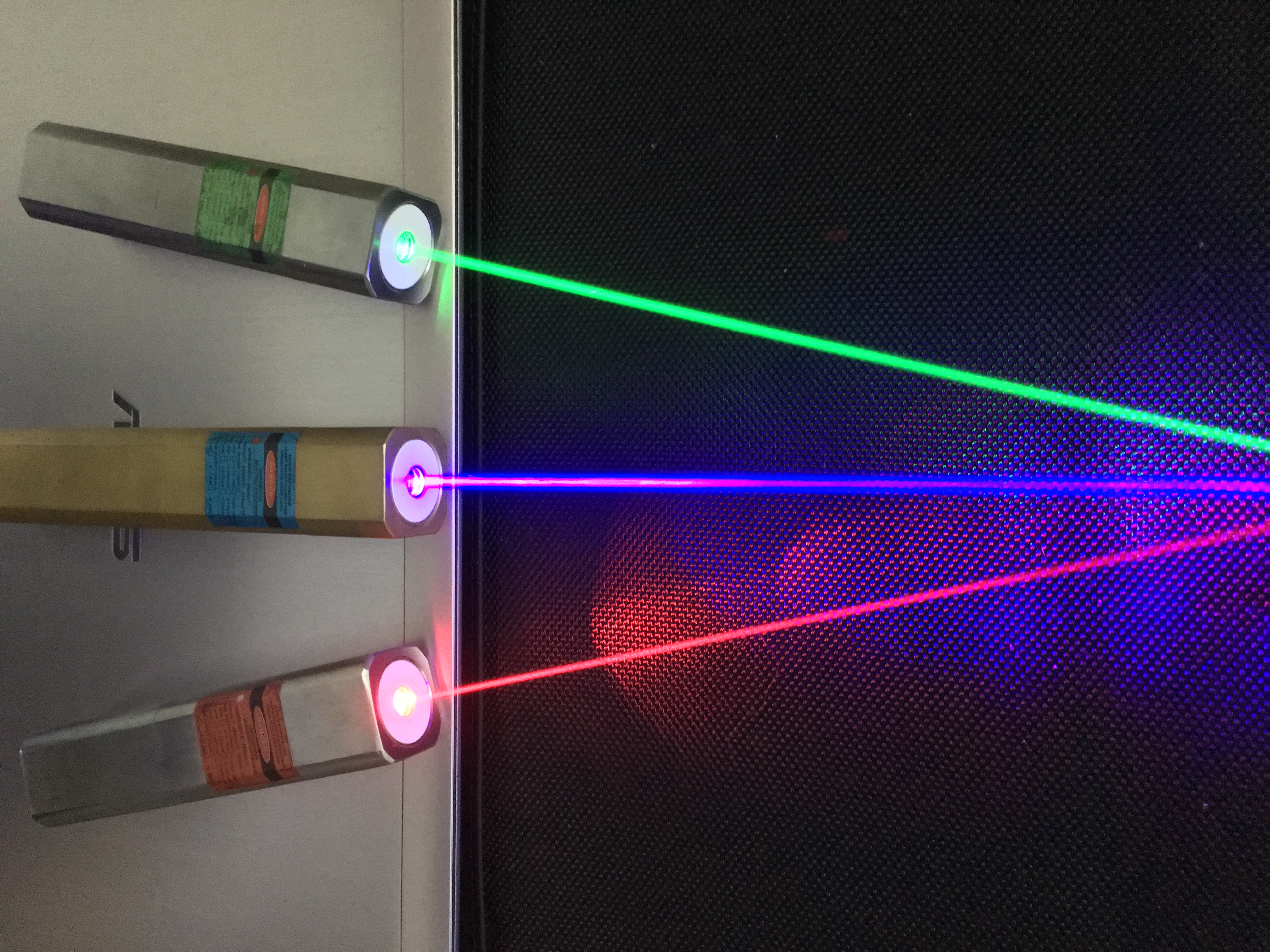
Q-Line 纤绿半导体连续激光器 (可见光)

半导体激光（Semiconductor laser）在1962年被成功激发，在1970年实现室温下连续发射。后来经过改良，开发出双异质接合型激光及条纹型构造的激光二极管（Laser diode）等，广泛使用于光纤通信、光盘、激光打印机、激光扫描器、激光指示器（激光笔），是目前生产量最大的激光器。
在基本构造上，它属于半导体的P-N接面，但激光二极管是以金属包层从两边夹住发光层（活性层），是“双异质接合构造”。而且在激光二极管中，将界面作为发射镜（共振腔）使用。在使用材料方面，有镓(Ga)、砷(As)、铟(In)、磷(P)等。此外在多重量子井型中，也使用Ga·Al·As等。
由于具有条状结构，即使是微小电流也会增加活性区域的居量反转密度，优点是激发容易呈现单一形式，而且，其寿命可达10~100万小时。
激光二极体的优点是效率高、体积小、重量轻且价格低。尤其是多重量子井型的效率有20~40%，P-N型也达到数%~25%，总而言之能量效率高是其最大特色。另外，它的连续输出波长涵盖了红外到可见光范围，而光脉冲输出达50W（带宽100ns）等级的产品也已商业化，作为激光雷达或激发光源可说是非常容易使用的激光的例子。

## 外部連結
- 《半導體雷射導論》（页面存档备份，存于）